# Llandudno (Wales)
Llandudno is een badplaats in de Welshe county borough Conwy. Llandudno telt 20.090 inwoners (2001). De plaats heeft de langste pier van Wales; deze werd gebouwd in 1878 en is 572 meter lang. De plaatsnaam is afkomstig van de heilige Tudno die zich hier in de 6e eeuw had gevestigd.

## Geschiedenis
In de 6e eeuw stichtte de heilige Tudno een kerkje. In de middeleeuwen waren er drie woonplaatsen: in het noorden Y Cyngreawdr (met het kerkje van Tudno), in het zuidoosten Yn Wyddfid, en in het zuidwesten Y Gogarth. De drie plaatsjes maakten deel uit van de zogenaamde Manor of Gogarth, en toen koning Edward I de Manor in 1284 aan de bisschop van Bangor schonk, werd er een bisschoppelijk paleis gebouwd. Dit paleis is in 1400 in brand gestoken door Owain Glyndŵr. Door erosie van de kustlijn is van het paleis weinig overgebleven.
Het huidige kerkje van Sint-Tudno dateert uit de 12e eeuw. In 1839 liep het kerkje stormschade op en er werd besloten om elders een nieuwe kerk te bouwen. Deze Sint-George werd in 1840 gebouwd en werd in 1862 tot parochiekerk verheven.

## Geboren
- Ernest R. Newton (1856), componist en pianist
- Neville Southall (1958), voetballer

## Zustersteden
- Wormhout